# Ян Ласицки
Ян Ласицки (на полски: Jan Łasicki, р. 1534, п. след 1599 в Заславъл, Беларус) е полски историк, теолог и религиозен писател полемист.

## Биография
Произхожда от бедното дворянство. Получава добро образование в университетите в Страсбург, Женева, Лозана, Цюрих, Падуа. От 1556 до 1581 г. пътува много из Западна Европа, посещавайки Швейцария, Франция, Холандия и Англия.
Той кореспондира със западноевропейските реформатори по различни богословски и църковни въпроси, които окупират протестантските поляци по това време, и участва в борбата срещу антитринитарното движение.
Около 1557 г. приема калвинизма. Посещавайки бохемските братя (християнско евангелско движение, основано в Бохемия, наричано още Чешки братя или Гернгутера) в родината им през 1567 г., той е възхитен от организацията на тяхната църква, става техен последовател, а на следващата година пише за тях малък труд, който изпраща на швейцарските реформатори за четене в ръкопис.
Връщайки се в родината си, той живее във Вилнюс и Заславъл. Влиза в кръга на интелектуалците на Великото литовско княжество, сред които са Андрей Волан, Паул Одерборн и др.
Известно време изпълнява дипломатически задачи на крал Стефан Батори.
Основният труд на Ласицки е осемтомната история Historia de origine et rebus gestis fratrum Bohemicorum, посветена на чешките братя, техните обичаи и организацията на църквата.
От тази работа до наше време е оцелял само фрагмент, който сега се съхранява в архивите на Гернгут. През 1571 г. Ласицки отново посещава чешките братя. Неговият осемтомен труд е публикуван за първи път едва през 1660 година.
Работата на Ласицки върху литовската митология: De diis Samagitarum caeterorumque Sarmatarum et falsorum Christianorum, посветена на божествата на Жемайтия и древните сармати, написана около 1582 г. и публикувана за първи път в Базел през 1615 г., е преведена от латински на полски от Владислав Сирокомлей през 1855 г. Той съдържа списък на литовските богове и е важен източник в изучаването на литовската и беларуската митология.
От другите му трудове, посветени главно на съвременни военни събития, както и на религиозни полемики, трябва да се отбележи: De Russorum, Moscovitarum et Tartarorum religione (1582), която, наред с други неща, съобщава за спор, състоял се между Ян Рокита и Иван Грозни през 1570 г.
Други негови творби са Historia de ingressu Polonorum in Valachiam Bogdano (1584) за полското нашествие във Влашко.
Ласицки умира след 1599 г., по всяка вероятност в началото на XVII век.